# Katedrala u Managuau
Katedrala u Managuau ili Metropolitanska katedrala Bezgrešnog začeća Marijina (špa.: Catedral Metropolitana de la Inmaculada Concepción de María) je prostrana katedrala u Managuai.

## Povijest
Izgradnja je započela 1991. godine kako bi zamijenila staru katedralu u Managuau. Stara katedrala je bila oštećena nakon potresa 1972. godine koji je uništio 90% grada.
Katedralu je dizajnirao meksički arhitekt Ricardo Legorreta. Izgradnja katedrale je započela u kolovozu 1991. godine, a otvorena je 4. rujna 1993. Cijena novoizgrađene katedrale je procijenjena na oko 4,5 milijuna $. Nova katedrala je stvorila brojne kontroverze, osobito zbog svog stila i financija.

## Vanjske poveznice
- Curiamanagua.org  Arhivirana inačica izvorne stranice od 17. prosinca 2014. (Wayback Machine) (šp.)